# 马格德林文化
马格德林文化（英語：Magdalenian，也称）是指约公元前15,000年至前10,000年间存在于西欧旧石器时代晚期和中石器时代的文化，以法国多爾多涅省蒂尔萨克的韦泽尔河峡谷岩棚（La Madeleine）遗址命名。
1875年，考古学家爱德华·拉尔特（Édouard Lartet）和亨利·克里斯蒂（Henry Christy）首次系统发掘该遗址，最初称其为“驯鹿时代”（L'âge du renne），因马格德林人主要猎取驯鹿。此外，遗址中还发现了马鹿和野马等大型哺乳动物的狩猎证据。该文化的遗址分布广泛，西至葡萄牙，东至波兰，北至英格兰和威尔士。
马格德林人留下了丰富的艺术遗产，包括雕像和洞穴壁画。一些证据表明，他们可能定期进行仪式性食人行为，并制作头骨杯。
马格德林人体型矮小，头长而额低，眉脊突出。基因研究表明，马格德林人是早期西欧克罗马农人的后裔，主要来自此前冰期定居于西欧的格雷夫特人（Gravettians）。后来逐渐被与埃皮格拉维特（Epigravettian）文化相关的西部猎人-采集者所取代或同化。
这一时期气候寒冷干燥，典型的野生动物包括洞狮、驯鹿、北极狐和北极兔等适应寒冷环境的物种。
马格德林文化大约从公元前17,000年持续至公元前12,000年，骨制工具种类繁多，如矛尖、鱼叉、钻孔器、钩子和针等，因此该文化也被称为“骨器时代”。其工具的显著特点是从骨状核心打制出规则的刃器。